# سحابة اوراكل لتخطيط موارد المؤسسات
سحابة اوراكل لتخطيط موارد المؤسسات 'هو مجموعة تطبيقات برمجية تعتمد على السحابة قدمتها شركة أوراكل في عام2012.
```
سحابة اوراكل لتخطيط موارد المؤسسات يدير وظائف المؤسسات بما في ذلك المحاسبة والإدارة المالية وإدارة المشاريع والمشتريات. تخطيط موارد المشروعات.
[
3
]
```

## المنتج
سحابة اوراكل لتخطيط موارد المؤسسات عبارة عن برنامج متكامل مثل مجموعة الخدمات التي تدير عمليات المؤسسة. يعمل هذا الجناح على مجموعة تقنيات أوراكل في مراكز السحابة في أوراكل. يمكن الوصول إلى سحابة اوراكل لتخطيط موارد المؤسسات من خلال تنفيذ السحابة العامة والخاصة ويدعم النشر المختلط. تقدم أوراكل التحديثات إلى سحابة اوراكل لتخطيط موارد المؤسسات مرتين على الأقل سنويًا. ووفقًا لموقع الشركة الإلكتروني، توجد 7 وحدات برمجية مختلفة تشكل مجموعة سحابة اوراكل لتخطيط موارد المؤسسات. في مارس 2017، حصلت سحابة اوراكل لتخطيط موارد المؤسسات على شهادة HIPAA. تم تصميم مجموعة البرامج لدعم وظائف المؤسسات الدولية وتتضمن إمكانات متعددة للمبادئ المقبولة عموماً ومتعددة العملات ومتعددة اللغات والفرعية.

## التاريخ
استند سحابة اوراكل لتخطيط موارد المؤسسات في الأصل إلى تطبيقات اوراكل المندمجة، وهي مجموعة برمجيات تخطيط موارد المؤسسات من أوراكل التي تم تطويرها لتطبيقات Oracle Fusion Architecture و Oracle Fusion Middleware في عام 2011. في يونيو 2012، أعلن مسؤؤل التكنلوجيا في اوراكل ورئيس مجلس الإدارة لاري إلسون ان حزمة تطبيقات سحابة اوراكل لتخطيط موارد المؤسسات جزء من سحابة اوراكل، المجموعة الواسعة من التطبيقات السحابية للشركة. أعلنت شركة Oracle عن توفر معاينة لسحابة اوراكل لتخطيط موارد المؤسسات في Oracle Open World 2012. في أكتوبر 2015، ذكرت الشركة أن سحابة اوراكل لتخطيط موارد المؤسسات تجاوزت 1300 عميل. في 2 أغسطس 2017، أعلنت أوراكل الإصدار 13 من سحابة اوراكل لتخطيط موارد المؤسسات.
في عام 2017، أعلن الرئيس التنفيذي لشركة أوراكل سافرا كاتز عن توافر سحابة اوراكل لتخطيط موارد المؤسسات في الهند لمساعدة البلاد في إعداد الإصلاحات الضريبية للسلع والخدمات.
في مارس 2017، ذكرت أوراكل أن سحابة اوراكل لتخطيط موارد المؤسسات قد نمت بنسبة 280٪ في الربع المالي 3.
في سبتمبر 2017، أفادت التقارير أن أعمال سحابة اوراكل لتخطيط موارد المؤسسات قد نمت بنسبة 156٪ في الربع الأول من عام 2017-18، وبلغت معدل تشغيل سنوي 1.2 مليار دولار.

## المناطق
تتوفر سحابة اوراكل لتخطيط موارد المؤسسات في مناطق أمريكا الشمالية وأمريكا الجنوبية وآسيا وأوروبا والشرق الأوسط وإفريقيا.

## الشهادات
تقدم أوراكل شهادات في تخصصات البرمجيات كخدمة (SaaS) لـ سحابة اوراكل لتخطيط موارد المؤسسات.
سحابة اوراكل المالية
- سحابة اوراكل المحاسبية المحورية 2017 شهادة اختصاصي التنفيذ
- سحابة اوراكل المحاسبية: دفتر الاستاذ العام شهادة 2017 شهادة اختصاصي التنفذ
- سحابة وراكل المحاسبية: دفتر الاستاذ العام 2017 شهادة اختصاصي التنفذ
- سحابة وراكل المحاسبية: الرواتب 2017 شهادة اختصاصي التنفذ
- سحابة وراكل المحاسبية: المستحقات 2017 شهادة اختصاصي التنفذ
- سحابة اوراكل لخدمة إدارة العائدات 2017 شهادة اختصاصي التنفذ
- أوراكل إدارة محافظ المشاريع 2017 اختصاصي تنفيذي معتمد

اوراكل سحابة إدارة المخاطر
اختصاصي تنفيذ أوراكل للتقارير المالية المتوافقة مع السحب لعام 2017
سحابة اوراكل للمشتريات
- سحابة اوراكل للمشتريات 2017 شهادة اختصاصي معتمد
- سحابة اوراكل لادارة المحافظ الاستثمارية 2017 شهادة تنفيذي معتمد

سحابة اوراكل لادارة المخاطر
- الامتثال للتقارير المالية 2017 شهادة اختصاصي معتمد

## العملاء والشركات البارزة
بنك أمريكا 
طومسون رويترز 
كانتاس 
بلو شيلد أوف كاليفورنيا 
مكتب الاحصاءات الوطنية 
هيرست 
مركز ويك فورست المعمداني الطبي 
شركة خدمات الرعاية الصحية 
الكربون 
HM Treasury 
PrimeQ 
قيصر الترفيه 

### المؤسسات الأكاديمية
كلية نيو جيرسي 
جامعة ولاية شواني 
جامعة برمنجهام 
جامعة وايومنغ 
جامعة ولاية بويز 
MIT 
جامعة كنساس 

## الفعاليات

### حدث Oracle Open world
Oracle Open world هو مؤتمر تقني سنوي تستضيفه أوراكل وله إعلانات مميزة عن تحديثات سحابة اوراكل لتخطيط موارد المؤسسات 

### تعاون
التعاون هو منتدى تقني سنوي تستضيفه مجموعات مستخدمي اوراكل المستقلة، بما في ذلك مجموعة مستخدمي اوراكل العالمية (IOUG)، ومجموعة مستخدمي تطبيقات اوراكل (OAUG)، ومجموعة مستخدمي الاستطلاعات، التي توفر التدريب لمنتجات اوراكل بما في ذلك سحابة اوراكل لتخطيط موارد المؤسسات.

## الجوائز والتكريم
في عام 2017، تم إدراج سحابة اوراكل لتخطيط موارد المؤسسات كشركة رائدة في حزمة الإدارة المالية السحابية «Magic Quadrant for Cloud Management Financial Suites لمشروع Gartner for Midsize ، الشركات الكبيرة والعالمية».
تم وضع المنتج على أعلى مستوى لإكمال الرؤية والقدرة على التنفيذ.